# Mihailo Obrenović III di Serbia
Mihailo III Obrenović (in serbo Михаило III Обреновић?; Kragujevac, 16 settembre 1823 – Belgrado, 10 giugno 1868) fu principe di Serbia dal 1839 al 1842 e nuovamente dal 1860 al 1868. Il suo primo regno terminò quando egli fu deposto nel 1842, e il suo secondo quando fu assassinato nel 1868.

## Biografia
Figlio del principe Miloš Obrenović I e di Ljubica Vukomanović, nacque a Kragujevac, secondogenito della coppia: suo fratello maggiore era difatti Milan II, che era nato nel 1819.
Quando il padre, il 25 giugno 1839, decise di abdicare a favore del principe Milan, questi era ormai un malato terminale, e difatti il suo regno fu breve, seguito della morte avvenuta l'8 luglio dello stesso anno senza che riprendesse conoscenza. Fu così che, dopo la morte del fratello, Mihailo ottenne il titolo di principe di Serbia, ma la giovane età (appena 16 anni) ne determinò ben presto l'estromissione dai più importanti affari di stato e dai problemi economici, politici e internazionali del tempo. Nel 1842 il suo disastroso regno venne interrotto da una rivolta guidata da Toma Vučić-Perišić, e in tal modo la corona serba venne presa dal Casato dei Karađorđević.
Undici anni dopo Mihailo sposò la contessa Júlia Hunyady de Kéthely.
Dopo la ripresa del potere da parte del Casato degli Obrenović e la morte del padre Miloš Obrenović I, che era ritornato sul trono serbo, Mihailo ritornò principe di Serbia nel 1860 e per i successivi otto anni si comportò come un monarca assoluto.
Il 10 giugno 1868, mentre si trovava a passeggio nel Parco Kosutnjak alla periferia di Belgrado con la cugina Katarina Obrenović, moglie di Aleksandar Konstantinović, venne ucciso a colpi di pistola da un gruppo di cospiratori non identificati: i membri del Casato dei Karađorđević vennero sospettati di essere i reali mandanti dell'omicidio, ma nessuna prova venne mai trovata per comprovare tali sospetti.
Fu membro della Massoneria.